# Alice Rühle-Gerstel
Alice Rühle-Gerstel (Praga, 24 de març de 1894 - Ciutat de Mèxic, 24 de juny de 1943) va ser una escriptora, psicòloga i feminista alemanya d'origen jueu.

## Biografia
Alice Rühle va cursar els estudis secundaris en un internat només per a noies a Dresden, després va assistir a un liceu i, finalment, a un seminari per a mestres alemanyes a Praga.
Durant la Primera Guerra Mundial va treballar com a infermera. Entre 1917 i 1921 va estudiar literatura i filosofia a Praga i a Múnic. El 1921 va obtenir el doctorat, amb una tesi basada en la vida i obra de Friedrich Schlegel. Aquest mateix any va contreure matrimoni amb Otto Rühle, un comunista alumne d'Alfred Adler i, juntament amb Grete Fantl, va crear el Grup d'Estudis Individuals i Psicològics sobre el Marxisme de Dresden.
El 1924 cocrear l'editorial Am andern Ufer - Dresden-Buchholz-Friedewald i va publicar tractats mensuals en els quals defensava l'educació socialista.
Alice Rühle-Gerstel va travar una gran amistat amb Milena Jesenská. Com a simpatitzant del socialisme, no estava gaire segura de si havia d'acceptar el nazisme a Alemanya, per la qual cosa el 1932 va tornar a Praga, la seva ciutat natal. Des del 1933 va treballar com a assistent en el diari Prager Tagblatt. Aquesta etapa, en la qual va buscar la seva identitat a la ciutat natal, va la va descriure posteriorment en la novel·la autobiogràfica Der Umbruch oder Hanna und die Freiheit. Pesi als esforços per mantenir-se fora de perill, va haver d'abandonar Praga el 1936 i es va mudar a Mèxic juntament amb el marit, on van tenir fills. A Mèxic va treballar com a traductora en una oficina del govern i com a periodista. Malgrat l'' amistat amb Trotsky, Frida Kahlo i Diego Rivera, mai no es va sentir totalment a gust a Mèxic i es va acabar suïcidant el mateix dia de la defunció del seu espòs, Otto Rühle, al juny de 1943.

## Obres principals
- Freud und Adler. Elementare Einführung in Psychoanalyse und Individualpsychologie. Dresden, 1924
- Der Weg zoom Wir. Versuch einer Verbindung von Marxismus und Individualpsychologie. Dresden 1927, publicat a Múnic el 1980
- Das Frauenproblem der Gegenwart – Eine psychologische Bilanz. Leipzig, 1932, publicat amb el títol Die Frau und der Kapitalismus. Republicado el 1973.
- Der Umbruch oder Hanna und die Freiheit. Autobiografia publicada pòstumament el 1984.

## Altres obres selectes
- Das proletarische Kind. En Die Frau im Staat, Múnic.
- Der Hexenwahn. En Frauenstimme. Beilage für die Frauen proletarischer Freidenker i Atheist. Illustrierte Wochenschrift für Volksaufklärung, Nürenberg, Leipzig.
- Über die Eifersucht als weibliche Sicherung. En Internationale Zeitschrift für Individualpsychologie, Wien.
- Über Prostitution. En Schriftenreihe des Freidenkerverlages, Leipzig.
- Der autonome Mensch. En Schriftenreihe des Freidenkerverlages, Leipzig, 1927.
- Beruf und Gesellschaft. Referat auf der Tagung der Entschiedenen Schulreformer und Leitsätze. 29 de setembre a octubre de 1928 en Dresden. En Beruf, Mensch, Schule. Tagungsbuch der Entschiedenen Schulreformer, Hrsg. Paul Oestreich i Erich Viehweg, Frankfurt, 1929.
- Die neue Frauenfrage. En Die literarische Welt, Berlín, 1929.
- Hartwig, Mela: Das Weib ist ein Nichts. En Die Literarische Welt, Berlín, 1929.
- An die unpolitischen Frauen. Beitrag zoom Sammelartikel: Deutschland, wie sie és sich wünschen. En Die literarische Welt, Berlín, 1930.
- Die entthronte Libido. Bemerkungen zu Freuds „Das Unbehagen in der Kultur“. En Internationale Zeitschrift für Individualpsychologie, Wien, desembre de 1930.
- Untergang der Ehe. En Die literarische Welt, Berlín, 1930.
- Frauen und Liebesgeschichten. Ein kleiner Bericht. En Die literarische Welt, Berlín, 1931.
- Lebensregeln für Menschen von heute. Was man mit Enttäuschungen und Unglück anfangen soll. En Die literarische Welt, Berlín.
- Überall Frauen. En Prager Tagblatt, agost de 1932.
- Abschaffung des Geschlechtsverkehrs. Rezension des Buches Neugeburt der Ehe von Hans Sterneder. En Prager Tageblatt.
- Beitrag zur Rundfrage: Bilanz der Frauenbewegung. En Die literarische Welt, Berlín.
- Mann und Frau von heute. I. Die Frau wird losgesprochen. En Die literarische Welt, Berlín.
- Die literarische Welt der Frau. Zurück zur guten alten Zeit?. En Die literarische Welt, Berlín.
- Erinnerungen an meine Zukunft. En Prager Tagblatt.
- Sota el pseudònim "Lizzi Kritzel": Ein Nachmittag bei hungernden Kindern (im Erzgebirge). En Prager Tagblatt, pág 61.
- In welchem Alter wird die Frau alt?. En Prager Tagblatt, Institut für Zeitgeschichte München – Archiv, Sign. EO 227/5
- Kein Gedicht für Trotzki. Tagebuchaufzeichnungen aus Mexico. Neue Kritik, Frankfurt, 1979, ISBN 3-8015-0163-9.